# Polonia en los Juegos Olímpicos de Sapporo 1972
Polonia estuvo representada en los Juegos Olímpicos de Sapporo 1972 por un total de 47 deportistas que compitieron en 8 deportes.  
El portador de la bandera en la ceremonia de apertura fue el esquiador alpino Andrzej Bachleda-Curuś.

## Medallistas
El equipo olímpico polaco obtuvo las siguientes medallas:
| Nombre           | Deporte         | Competición       |
| ---------------- | --------------- | ----------------- |
| Oro              |                 |                   |
| Wojciech Fortuna | Saltos en esquí | Trampolín largo M |
| Plata            |                 |                   |
| —                |                 |                   |
| Bronce           |                 |                   |
| —                |                 |                   |